# Preussia funiculata
Preussia funiculata är en svampart som först beskrevs av Preuss, och fick sitt nu gällande namn av Karl Wilhelm Gottlieb Leopold Fuckel 1870. Preussia funiculata ingår i släktet Preussia och familjen Sporormiaceae.  Arten är reproducerande i Sverige. Inga underarter finns listade i Catalogue of Life.